# Бракетто

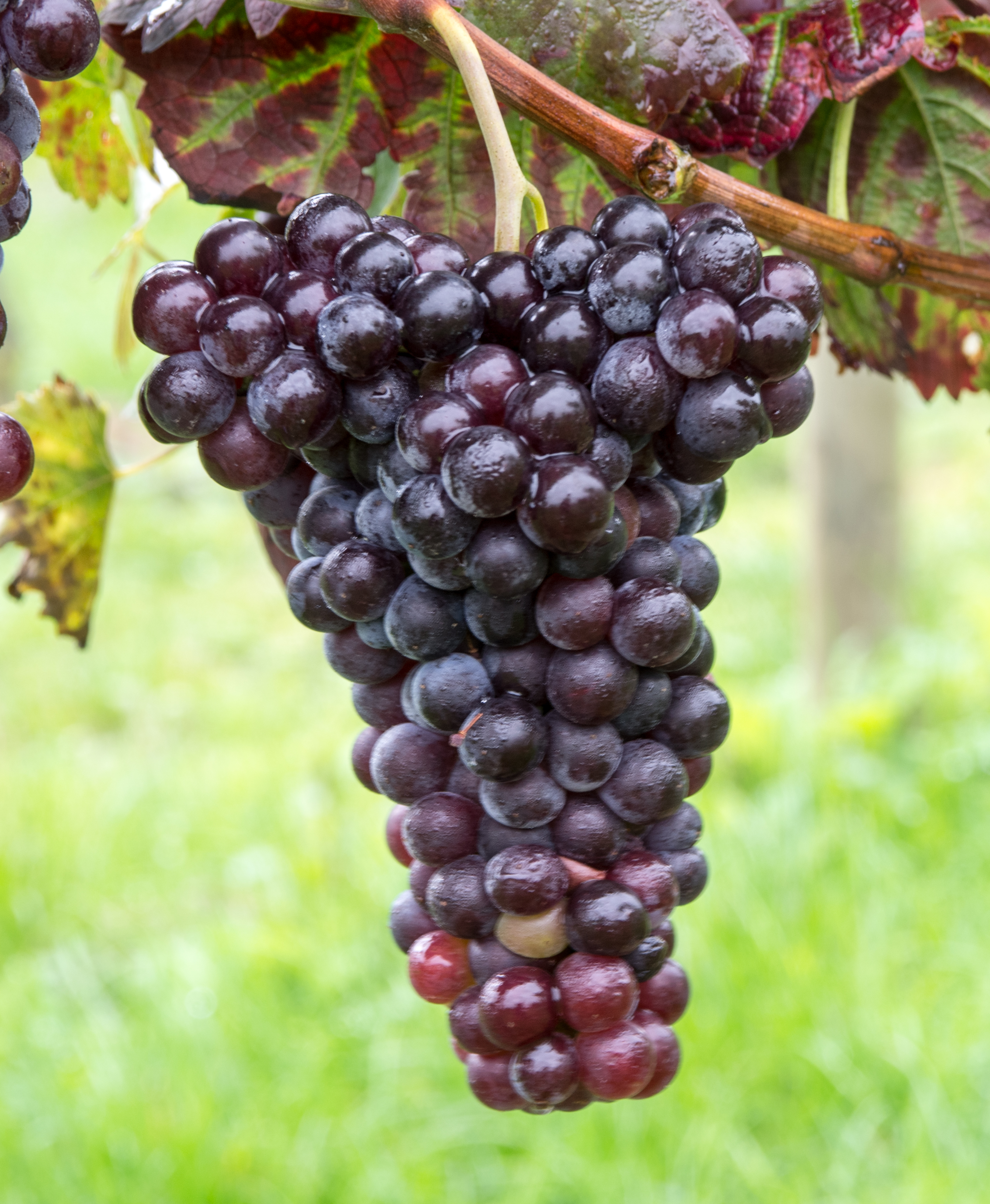
Гроно бракетто

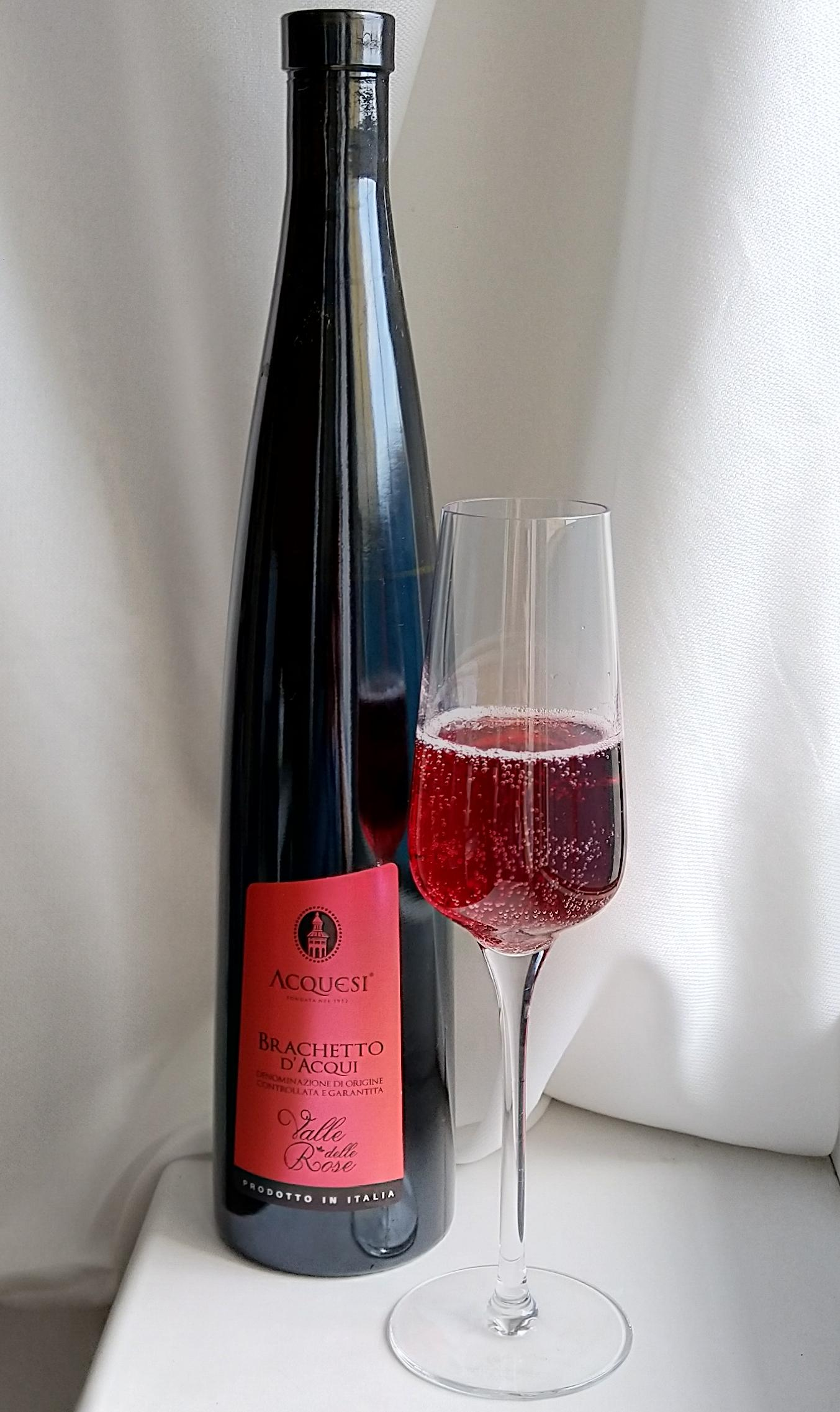
Ігристе вино з бракетто

Бракетто (італ. Brachetto) — італійський технічний сорт червоного винограду.

## Розповсюдження
Сорт вирощують в Італії, здебільшого у регіоні П'ємонт, (провінції Асті, Алессандрія, Кунео).

## Характеристики сорту
Верхівка пагону розширена, жовтувато-зелена (іноді злегка червона), має опушення.
Вусики найчастіше двоскладні, світло-зеленого кольору, формула зазвичай 0-1-2-0-1-2-0.
Суцвіття — довжина від 11 до 12 см, квітка двостатева.
Листок середнього або невеликого розміру, округлої форми, майже цільний, або трилопатевий, але з ледь помітними лопатями, з ліроподібним черешковим синусом, майже закритим або закритим. Верхня сторона темно-зелена, без опушення, нижня — світло-зелена, без опушення. Осіннє забарвлення листя жовтувате, іноді трохи червонувате.
Гроно з промисловою зрілістю середнього розміру, різноманітної форми. Переважно видовжені, циліндрично-пірамідальні.
Ягода середнього розміру, переважно діаметром 13 або 14 мм, шкірка середньої міцності, темно-пурпурового або чорного кольору, вкрита значним шаром кутину. Досить щільна, але соковита м'якоть, має особливий аромат (нагадує мускат і трохи троянди). Сік безбарвний. Відокремити ягоду від квітконосу досить складно.
Виноградна кісточка — від 2 до 3 у ягоді, грушоподібна, з великим «дзьобом».
Сила росту куща не дуже енергійна.

## Характеристики вина
З бракетто виробляють ігристі (італ. frizzante або італ. spumante) слабкоалкогольні солодкі вина (5 - 7 °). Маркетинг підносить їх як вино закоханим, їх розпродаж часто влаштовують до Дня святого Валентина. Вони мають найвищу категорію якості DOCG. Значно рідше з цього винограду виготовляють сухе або натуральне десертне вино за технологією італ. passito. Колір ігристого вина насичено-рожевий, аромат інтенсивний, смак солодкий, з нотами малини та полуниці. Бульбашки досить великого розміру та швидко зникають. Такі вина гарно поєднуються з солодкими десертами.